# CMA CGM Fidelio
Le CMA CGM Fidelio est un navire porte-conteneurs de la compagnie française CMA CGM. Il a effectué son escale inaugurale à Marseille le 5 juillet 2006, où il fut baptisé par Ellen MacArthur. Il est alors le plus grand porte-conteneurs français et de la compagnie.

## Construction
La construction a duré huit mois, au chantier Hyundai Heavy Industries à Ulsan, en Corée du Sud.

## Caractéristiques
- Longueur : 349 m[2]
- Largeur : 52,8 m
- Tirant d'eau : 15,02 m
- Port en lourd :
- Capacité : 9 415 EVP.
- Puissance : un peu moins de 100 000 ch
- Vitesse de croisière : 24,1 nœuds
- Consommation : 280 T/24h (HFO 380) à 24 nds
- Indicatif :

Le navire opère sur la ligne Europe-Asie la French Asia Line (FAL). Sa rotation est Ningbo, Shanghai, Yantian, Hong Kong, Port Kelang, Le Havre, Rotterdam, Hambourg, Zeebruges, sur la base d'une rotation complète en 56 jours.
Il part d'Europe rempli à 65 % environ de déchets à recycler, de machines-outils et de pièces détachées de voitures. Il revient d'Asie rempli de denrées alimentaires, d'électronique et de vêtements. La valeur du contenu des 9 415 conteneurs excède alors celle du bateau.

## Équipage
Le minimum règlementaire est de 16 personnes, mais généralement il est armé avec 25 personnes pour des raisons de sécurité et de maintenance.

## Source
1. ↑  Mer & Marine
2. ↑  CMA-CGM